# Konstantin Leselidze
Konstantin Nikolaïevitch Leselidze en russe : Константин Николаевич Леселидзе, en géorgien : კონსტანტინე ლესელიძე ; 15 octobre 1903 - 21 février 1944) est un général d'armée soviétique.

## Biographie
Il est né le 15 octobre 1903 à Ozourguéti dans l'état de Gourie dans l'Empire russe. Il a un frère aîné colonel Victor Leselidze qui mourut aussi en 1944. En mai 1921, il est diplômé de l'école secondaire de Tbilissi et rejoint l'Armée rouge en Géorgie. Il participe à la répression des mouvements anti-communistes locaux et à des soulèvements. Il est diplômé de l'école militaire géorgienne en 1925 et, en 1929, de l'école d'artillerie de Tbilissi. En 1925, il entre au Parti communiste. De 1922 à 1938, il commande des unités d'artillerie. En juin 1938, il est nommé chef d'infanterie et participe à la Campagne de Pologne (1939),.  
Durant la Seconde Guerre mondiale, en février 1941, il est colonel et commandant d'artillerie dans le district militaire spécial de Biélorussie. Il commande le 2e corps d'infanterie. En juin 1942, il devint commandant du 3e corps d'infanterie et de la 46e armée (Union soviétique) sur Front transcaucasien. En août 1942, il est promu général major et commande 46e armée (Union soviétique) jusqu'en janvier 1943. De janvier 1943 à mars 1943, il est nommé lieutenant général et commande la 47e armée (Union soviétique). De mars à février 1944, il commande la 18e armée (Union soviétique) comme colonel général sur le Quatrième front ukrainien,. 
Le 14 février 1944, il est évacué du front pour se faire soigner d'une maladie grave après avoir attrapé une grippe. À Moscou, il décède le 21 février 1944 à l'âge de 40 ans. Le 26 février 1944, il a été enterré à Tbilissi au cimetière de Staro-Veria. Le 26 février 1974, le panthéon des écrivains et des personnalités publiques de Tbilissi l'a inhumé dans le Panthéon de Didube.

## Décorations
- Ordre de Lénine
- Ordre de l'étoile rouge
- Ordre de Souvorov
- Ordre de Koutouzov